# S7 Airlines
S7 Airlines (Russisch: эс сэвэн эйрлайнс; [es seven ejrlajns]), of Sibir Airlines S7, het vroegere Siberia Airlines (Russisch: Авиакомпания „Сибирь“; Aviakompanija "Sibir") is een Russische luchtvaartmaatschappij met haar hoofdzetel in Novosibirsk.
Vanuit Novosibirsk, Moskou, Irkoetsk en Tsjeljabinsk voert ze passagiers-, vracht en chartervluchten uit zowel binnen Rusland als naar West-Europa en Azië.

## Geschiedenis
S7 Airlines is in 1992 opgericht als Siberia Airlines in Ob, een stad in de omgeving van Novosibirsk. Het is de opvolger van de Tolmatsjovo-divisie van Aeroflot.
Na een start met vluchten vanuit Siberië werd in 2000 Vnukovo Airlines uit Moskou overgenomen en werd daarmee de tweede maatschappij in grootte in Rusland. In 2004 volgde de inlijving van Chelyabinsk Airlines waardoor later Chelyabinsk Balandino Airport een belangrijk knooppunt van haar netwerk werd.
Alle vluchten vanuit Moskou worden uitgevoerd vanaf de luchthaven Domodedovo. In 2006 werd de naam Siberia Airlines gewijzigd in S7 Airlines. S7 Airlines heeft een 70%-belang in de Armeense Armavia.

### Ernstige incidenten en rampen
- Op 9 juli 2006 vielen 124 doden en 68 gewonden bij een mislukte landing van S7 Airlines-vlucht 778 in Irkoetsk.[1]
- Siberia Airlines vlucht 1047. Op 4 augustus 2004, tijdens een vlucht van Moskou naar Sotsji, veroorzaakte een mid-air explosie de dood van alle 46 inzittenden. Op bijna hetzelfde moment explodeerde ook een TU-134 die op hetzelfde moment uit Moskou vertrokken was.[2]
- Op 4 oktober 2001 werd Siberia Airlines-vlucht 1812, een Tu-154, boven de Zwarte Zee neergehaald tijdens oefeningen van de Oekraïense marine. Bij deze vlucht van Tel Aviv naar Moskou kwamen alle 78 inzittenden om. Onderzoek naar exacte aanleiding en schuldvraag is nog niet afgerond.[3]

## Vloot

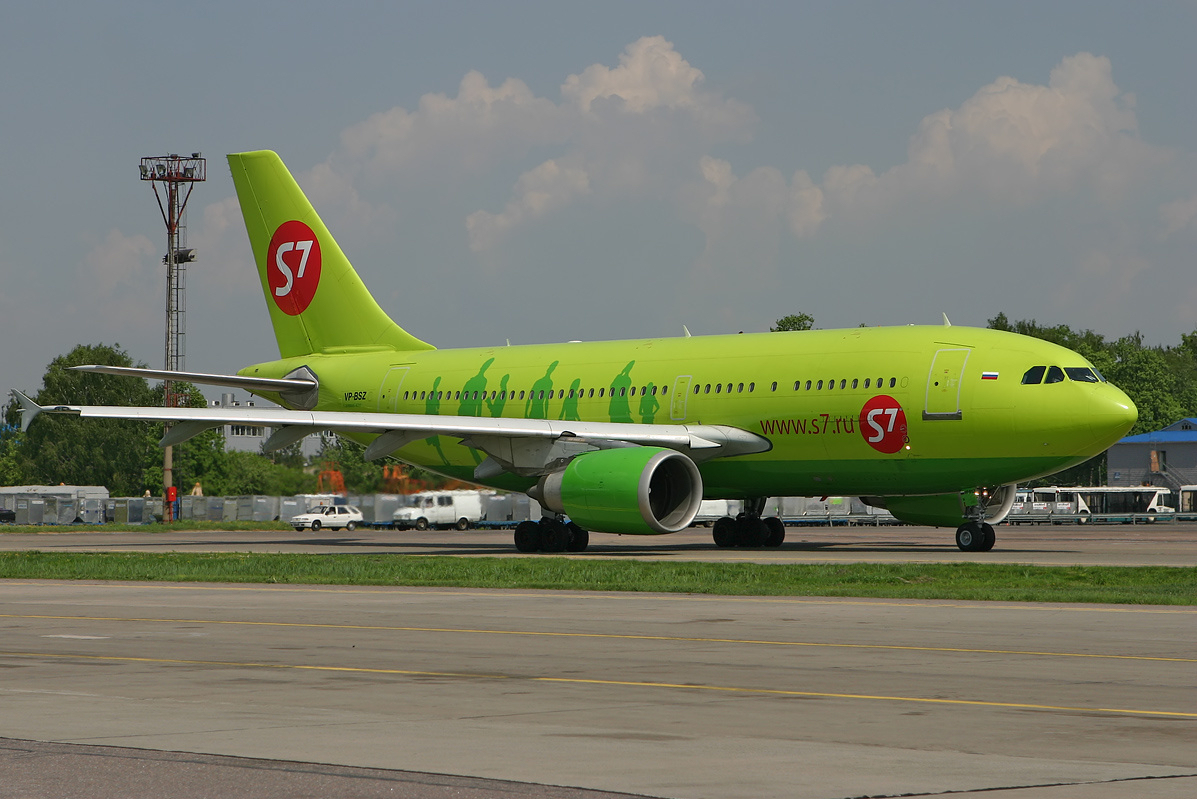
S7 Airlines Airbus A310

De vloot van S7 Airlines bestaat uit (december 2018):
- 18 Airbus A319-100
- 18 Airbus A320-200
- 9 Airbus A320neo
- 7 Airbus A321-200
- 4 Airbus A321neo
- 21 Boeing 737-800
- 2 Boeing 737 MAX 8
- 17 Embraer ERJ-170

In 2008 kwamen de eerste vier A320 gelijk van de fabriek. In 2009 en 2010 zullen er nog 25 worden geleverd. In april 2009 kwamen er ook nog twee oude A320 bij de vloot. De hoofdzetel is in Novosibirsk in de luchthaven Tolmatsjovo.